# Campang Tiga Ilir
Campang Tiga Ilir is een bestuurslaag in het regentschap Ogan Komering Ulu van de provincie Zuid-Sumatra, Indonesië. Campang Tiga Ilir telt 2252 inwoners (volkstelling 2010).